# Georg Ludwig Meyn
August Ludwig Georg Meyn (* 19. Dezember 1859 in Berlin, Königreich Preußen; † 2. Februar 1920 in Berlin-Schöneberg) war ein deutscher Porträt- und Genremaler.

## Leben und Wirken

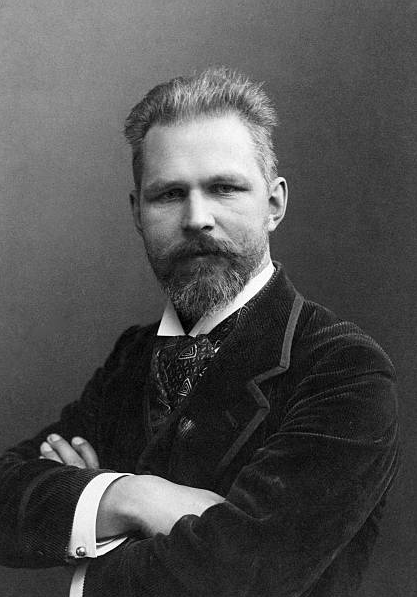
Georg Ludwig Meyn um 1900. Foto von Wilhelm Fechner

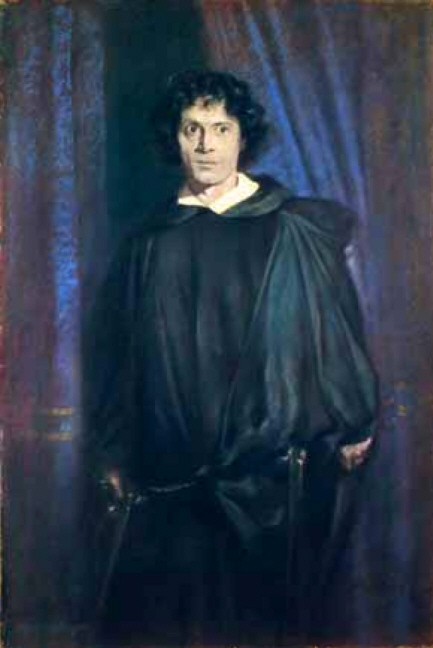
Porträt Josef Kainz’ als Hamlet

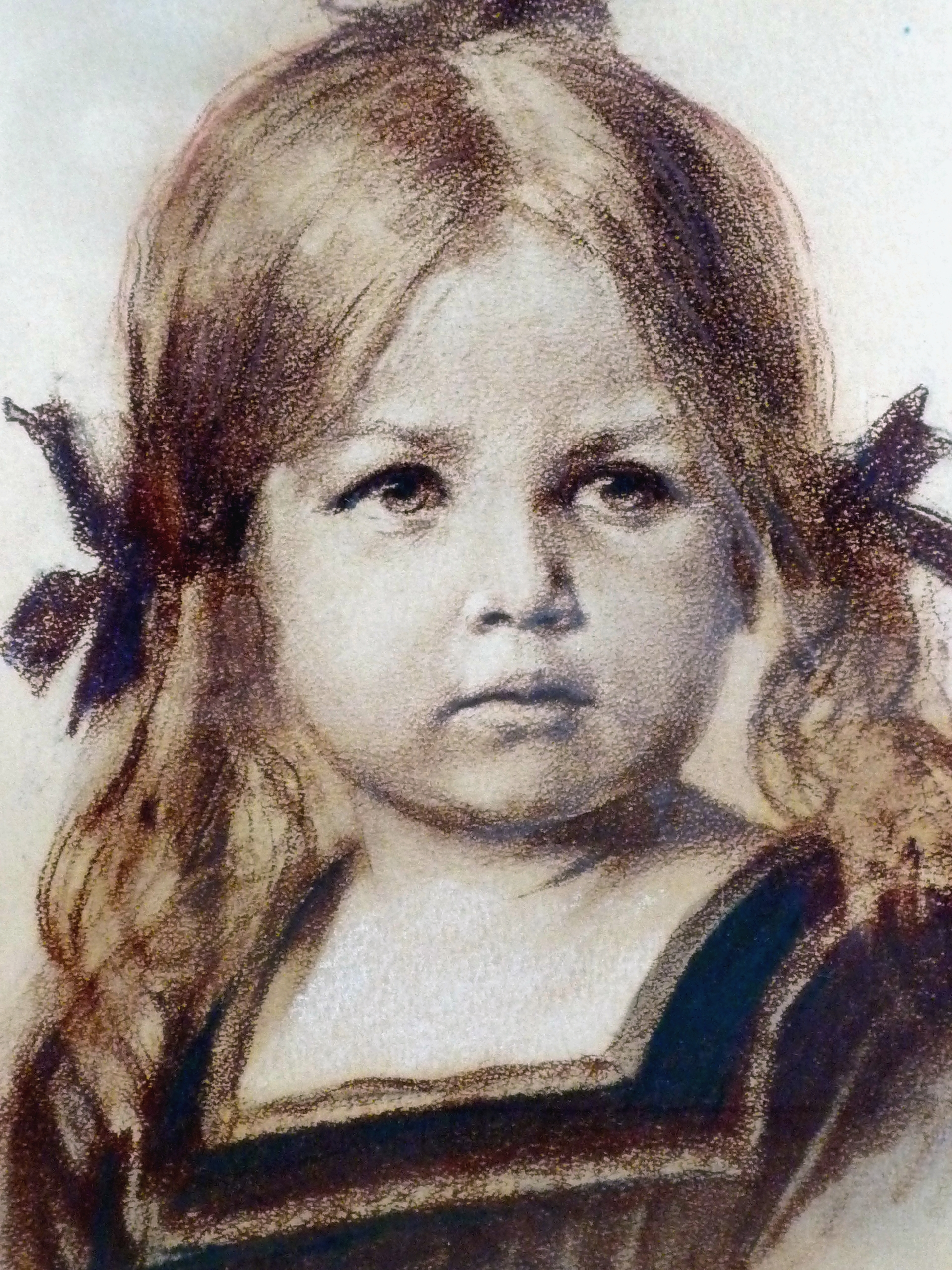
Jutta-Sabine, die Tochter des Malers. Kreidezeichnung

Zunächst studierte er 1876 bis 1882 an der Berliner Kunstakademie (als Schüler des Historienmalers Otto Knille). Studienreisen führten ihn nach Süddeutschland, Schweden, Dänemark, Belgien, Österreich, Italien, Frankreich und Spanien. Nachdem er sich bis zum Ende des 19. Jahrhunderts bereits einen Namen als Gesellschafts- und Genremaler gemacht hatte, wurde er 1901 als Nachfolger des verschiedenen Professors Max Koner zum Leiter der Malklasse an der Kunstakademie berufen und 1903 zum Professor ernannt. Daneben wirkte er weiterhin als erfolgreicher Porträtmaler der gehobenen Berliner Gesellschaft und malte die Porträts so alltäglich, wie man es in Berlin haben wollte. Als Malgast besuchte er auch die Künstlerkolonie in Ahrenshoop, blieb jedoch ein Vollblutberliner.
Seit 1886 (Akademie-Ausstellung) war er häufig auf Kunstausstellungen vertreten, so unter anderem 1894, 1897 und 1908 auf der Großen Berliner Kunstausstellung, 1899 im Wiener Künstlerhaus, 1900 in der Kunsthalle Bremen sowie der 2. Ausstellung der Berliner Sezession, 1902 in der Berliner Kunstausstellung am Lehrter Bahnhof, 1905 bei der Biennale Venedig, 1906 beim Kunstverein in Hamburg und 1909 im Künstlerhaus Wien. 1897 wurde er mit der Kleinen Goldenen Medaille der Großen Berliner Kunstausstellung geehrt und 1904 auf der Weltausstellung in St. Louis mit einer Medaille ausgezeichnet.  Mit einem Porträt, das seinen Künstlerkollegen Hans Looschen zeigt, war er 1905 auf der Biennale von Venedig vertreten. Weiterhin war er Mitglied der Allgemeinen Deutschen Kunstgenossenschaft und des Vereins Berliner Künstler.
Zu Meyns Schülern gehörten unter anderem August Böcher (1873–1961), Reinhard Hübner (1881–1962), Martha Jeep (1874–1955), Elisabeth Schellbach, Ottilie Kaysel und Kurt Losch.

## Familie
Meyn war verheiratet mit der Lehrerin Johanna Eins. Aus der Ehe gingen die Kinder Franka-Meliora (* 1897), Jutta Sabine (* 1898) und Kraft-Ulrich (* 1900) hervor. 1904 ließ er für sich und seine Familie in Neuglobsow am Stechlinsee ein ganz im Jugendstil gehaltenes Sommerhaus erbauen, das sogenannte „Eulenhaus“, das noch heute von den Nachkommen als Künstler- und Gemeinschaftshaus genutzt wird.
Seine letzte Ruhestätte befindet sich auf dem Südwestkirchhof Stahnsdorf.

## Werke (Auswahl)
- Die drei Kinder des Künstlers beim Brettspiel (Gemälde/1908)
- Sonnige Jugend – Franka und Jutta Sabine mit Mandoline und Guitarre in Globsow (Gemälde/1914)
- Rollenporträt von Josef Kainz als Hamlet (Gemälde)
- Doppelbildnis Hermann Müller und Josef Kainz (Gemälde)
- Porträt von Miss Geraldine Farrar (Gemälde)
- Porträt Otto Erich Hartleben (Gemälde)
- Der Maler Georg Barlösius (Gemälde)
- Porträt des Erzählers Heinz Tovote (Gemälde)
- Porträt des Lübecker Bürgermeisters Theodor Curtius (Gemälde)
- Porträt des Chemnitzer Oberbürgermeisters Dr. Heinrich Sturm (Gemälde)
- Herrenbildnis (Gemälde)
- Damenporträt (Gemälde)
- Klein-Guschen (Gemälde)
- Männerstudie (Aquarell-Zeichnung)
- Frauenbildnis (Rötel-Zeichnung)
- Mädchenkopf nach Rechts (Rötel-Zeichnung)
- Porträt Dr. Cäsar Flaischlen (Bildnisskizze)
- Porträt des Chirurgen Franz König (Pinselzeichnung)
- Frau von Klett-Cotta (Porträtzeichnung)

Weitere Porträts schuf er u. a. von dem Maler Julius Ehrentraut, von dem Neurochirurgen Fedor Krause, von Friedrich Nietzsche, von dem Kaufmann Geo Heinrich Plate, von Rudolf Virchow und sogar von Kaiser Wilhelm II.